# Reliance Building
Het Reliance Building is een wolkenkrabber in Chicago, Verenigde Staten. Het gebouw staat op 32 North State Street en kwam op 15 oktober 1970 in de National Register of Historic Places te staan. Het gebouw werd op 7 januari 1976 tot een National Historic Landmark benoemd en op 11 juli 1995 tot een Chicago Landmark.

## Ontwerp
Het Reliance Building is ontworpen door Daniel Burnham en John Wellborn Root. Het is 61,47 meter hoog en telt 15 verdiepingen. Het gebouw is in de stijl van de Chicago School ontworpen en is bekleed met wit geglazuurd terracotta. Naast het "Hotel Burnham", bevat het gebouw ook een restaurant.
Het Reliance Building werd in twee fasen gebouwd. In de eerste fase van 1880 tot 1881 werden de laagste twee verdiepingen gebouwd. De drie bovenste verdiepingen van het gebouw dat voorheen op deze plek stond, werden tijdens de constructie van de eerste twee verdiepingen opgehesen. De huurders konden de verdiepingen via een tijdelijke trap bereiken. In de tweede fase van 1894 tot 1895 werden de bovenste verdiepingen gebouwd.